# Stapelstad
Begreppet stapelstad (egentligen förrådsstad) infördes i Sverige 1636 för städer som fick bedriva handel med utlandet. Till en början omfattade detta sju städer, varibland Stockholm, Nyköping,  Norrköping, Söderköping, Kalmar, Åbo, Viborg och Visby.[källa behövs]
Stapelstad var efter 1647 en stad i Sverige med stapelrätt, ursprungligen rätt att bedriva import och export. Senare (från tidigt 1800-tal) benämning på stad där fartyg från utlandet kunde tullklarera sin last, det vill säga städer med hamntull. Städer som saknade denna rättighet kallades i stället för uppstäder.[källa behövs]
Beteckningen användes framför allt på städer vid kusten, men några städer vid sjöar och andra vattendrag fick stapelstadsrättigheter, däribland Uppsala, Vadstena, Linköping och Karlstad.

## Svenska stapelstäder
Svenska städer med stapelstadsrättigheter var bland andra:

- Björneborg i dagens Finland
- Borgå i dagens Finland (1617, förlorade slutligen stapelrätten till Helsingfors i 1640)
- Ekenäs i dagens Finland
- Falkenberg (1647-1660, 28 december 1866-[1])
- Fredrikshamn i dagens Finland (1723-1743, då Fredrikshamn överlämnades till Ryssland enligt Freden i Åbo)
- Göteborg
- Gävle
- Halmstad
- Haparanda
- Helsingborg
- Helsingfors i dagens Finland (1617)
- Härnösand
- Karleby i dagens Finland
- Karlshamn
- Karlskrona
- Karlstad
- Kaskö i dagens Finland (stapelrätt 1785, i samband med stadsprivilegier) [2]
- Kungälv
- Landskrona
- Lidköping
- Linköping
- Lovisa i dagens Finland (Fick Fredrikshamns stapelrätt i 1743)
- Luleå
- Lysekil (stapelstadsrättigheter 1 april 1903)
- Malmö
- Norrköping
- Nyköping
- Oskarshamn (från 1856)
- Stockholm (monopol på utrikeshandeln österut)
- Söderköping (tom 1720-talet)
- Södertälje
- Sölvesborg
- Torshälla stad (från 1604 och under följande decennier)
- Uddevalla (från 1658, då Bohuslän blev svenskt)
- Uleåborg i dagens Finland (stapelrätt 1765)
- Uppsala (från 1880-talet)
- Vadstena
- Varberg
- Vasa i dagens Finland
- Viborg i dagens Ryssland
- Västervik
- Ystad
- Åbo i dagens Finland
- Örebro (stapelstadsrättigheter från 24 april 1896)
- Örnsköldsvik (stapelstadsrättigheter 1 juli 1894)